# Mumbul Sari
Mumbul Sari is een bestuurslaag in het regentschap Noord-Lombok van de provincie West-Nusa Tenggara, Indonesië. Mumbul Sari telt 3267 inwoners (volkstelling 2010).